# فرانشيسكو موروليكو
فرانشيسكو موروليكو (باللاتينية: Franciscus Maurolycus؛ بالإيطالية: Francesco Maurolico؛ باليونانية: Φραγκίσκος Μαυρόλυκος، 16 سبتمبر 1494- 21/22 يوليو 1575) هو عالم في الرياضيات والفلك من صقلية. قدم مساهمات في مجالات الهندسة والبصريات والمخروطات والميكانيكا والموسيقى وعلم الفلك. عدل أعمال المؤلفين الكلاسيكيين منهم أرخميدس وأبلونيوس وأوطولوقس وثيودوسيوس وسيرينوس. كتب أيضًا أطروحاته الفريدة في الرياضيات وعلوم الرياضيات.

## حياته
وُلِد فرانشيسكو في ميسينة بلقب مارولي، على الرغم من أن اللقب يُذكر أحيانًا على أنه «مورولي». كان واحدًا من سبعة أبناء لأنطونيو مارولي، وهو مسؤول حكومي، وبينوتشيا. كان والده طبيبًا يونانيًا من الفارين من القسطنطينية حين غزا العثمانيون المدينة. درس أنطونيو لدى الأفلاطوني الحديث قسطنطين لاسكاريس، لذلك تلقى فرانشيسكو تعليمًا «لاسكاريًا» من خلال والده ومن فرانشيسكو فاروني وجياكومو جينوفيز، وهما أيضًا تلميذان من تلاميذ لاسكاريس كان تأثيرهما جليًا.
في عام 1534، غير فرانشيسكو مارولي لقبه إلى ماورو ليكو (بمعنى «الذئب الغامض»)، بعد أن تبنى لمدة ثماني سنوات متواصلة اسم ماورو ليتشيو («أبولو الغامض») بصفته عضوًا في أكاديمية ميسينة.
كونه حاصلًا بالفعل على الترسيم الكهنوتي وبعض المزايا المترتبة على ذلك منذ عام 1521، عُيّن رئيسًا لدير سانتا ماريا ديل بارتو (في كاسيلبونو) في عام 1550 من قبل سيمون فينتيميليا ماركيز جيراتشي، وهو تلميذ وراعي ماوروليكو.
توفي في عام 1575 وفاةً طبيعية أثناء فترة وباء الطاعون الذي تقاعد بسببه عالم الرياضيات في كونترادا أنونزياتا، وهي منطقة جبلية شمال ميسينة، حيث امتلكت عائلة مارولي فيلا قد تكون استضافت أحيانًا الأكاديمية التي كان العالم والباحث الإنساني عضوًا فيها.
دُفن في كنيسة سان جيوفاني دي مالطا في ميسينة، حيث أقام ابنا أخيه فرانشيسكو وسيلفسترو موروليكو تابوتًا رخاميًا فنيًا، مصحوبًا بتمثال نصفي للعم وشعار درع ماوروليكو ذي الذئب ونجم الشعرى اليمانية.

## إنجازاته
في عام 1535، تعاون موروليكو مع الرسام بوليدورو دا كارافاجيو في تصميم أقواس النصر (ليشكلا النقوش اللاتينية لهذا الجهاز) من أجل دخول الإمبراطور الروماني تشارلز الخامس إلى مدينة ميسينة. سار على درب والده وأصبح أيضًا رئيسًا لدار سك العملة في ميسينة، عمل لفترة من الوقت مسؤولًا عن الحفاظ على تحصينات المدينة نيابة عن تشارلز الخامس. تولى موروليكو تدريس ابني نائب الملك تشارلز، المدعو خوان دي فيغا، في صقلية وتمتع برعاية العديد من الرجال الأثرياء والأقوياء. تراسل أيضًا مع علماء مثل كالفوس وفيديريكو كوماندينو. في عام 1547، تعاون مع النحات جيوفاني أنجيلو مونتورسولي لإنشاء نافورة أوريون الشهيرة في ميسينة. رسم موروليكو النقوش اللاتينية للحوض الأرضي للنافورة، وقد يكون له الفضل في معظم البرنامج الأفلاطوني الجديد لهذا النحت المدني التذكاري. بين عامي 1548 و1550، أقام في قلعة بولينا في صقلية بصفته ضيفًا للماركيز جيوفاني الثاني فينتيميليا، واستخدم برج القلعة ليدون ملاحظات فلكية.
تشمل الملاحظات الفلكية لموروليكو رؤية المستعر الأعظم الذي ظهر في كوكبة ذات الكرسي عام 1572. نشر تيخو براهي تفاصيل ملاحظاته في عام 1574؛ يُعرف المستعر الأعظم الآن باسم سوبر نوفا تيخو.
في عام 1569، عُين أستاذا في جامعة ميسينة.